# Beiselia mexicana
Beiselia mexicana ist die einzige Art der monotypischen Pflanzengattung Beiselia innerhalb der Familie der Balsambaumgewächse (Burseraceae). Sie gedeiht in den Bergen von Michoacán, Mexico.

## Beschreibung

### Vegetative Merkmale
Beiselia mexicana wächst als zweihäusiger, laubabwerfender und strauchig verzweigter Baum und erreicht eine Höhe von bis zu 10 Meter. Die älteren Triebe sind glatt und mit einer dunklen, rötlich braunen und etwas glänzenden Rinde versehen. Die jüngeren Triebe besitzen spitze und seitlich zusammengedrückte, aus den Blattachseln entstehende Podarien. Die endständigen Blätter stehen ausgebreitet in Rosetten. Sie sind unpaarig gefiedert und 18 bis 27, manchmal bis 42 Zentimeter lang und 9 bis 13, manchmal auch bis 19 Zentimeter breit. Die 7 bis 9 sitzenden und eiförmig bis elliptisch geformten Teilblätter sind bis 12 Zentimeter lang und 6 Zentimeter breit. Sie sind an der Basis asymmetrisch gestutzt und zur Spitze hin zugespitzt. Der Blattrand ist grob gezähnt.

### Blütenstände und Blüten
Der ährig ausgebreitete Blütenstand steht zwischen den Blättern und wird 6 bis 11 Zentimeter lang. Die Einzelblüten werden 5 bis 6 Zentimeter im Durchmesser. Es sind 5 bis 6 an der Basis miteinander verwachsene Kelchblätter vorhanden. Die 5 bis 6 Kronblätter sind elfenbeinweiß gefärbt. Es werden 10 bis 12 Staubblätter ausgebildet. Der kegelig eiförmige Fruchtknoten ist grünlich gefärbt, mit 10 bis 12 Längsfurchen versehen und von einer gekerbt-gewellten und nektarproduzierenden Scheibe umgeben. Die trockene Frucht spaltet sich von der Basis her auf. Der abgeflachte Samen besitzt zur Spitze hin häutige Flügel.

## Systematik und Botanische Geschichte
Die Gattung Beiselia wurde 1987 mit der Erstbeschreibung von Beiselia mexicana durch Lewis Leonard Forman (1929–1998, Botaniker, Royal Botanic Gardens in Kew, England) in A new genus of Burseraceae from Mexiko, In: Kew Bulletin, Volume 42, Issue 1, S. 262 aufgestellt.
Der Gattungsname Beiselia ehrt Karl-Werner Beisel (ca. 1931–?), einen deutschen Kaufmann, Kakteensammler und Kakteenzüchter aus Steinfeld (Deutschland), der Beiselia mexicana im Februar 1979 in Mexiko entdeckte.
Eine interessante Geschichte umgibt die Entdeckung von Beiselia mexicana. K. W. Beisel fand diese Art in der Trockenzeit in blattlosem Zustand. Ursprünglich als Sukkulente betrachtet, wurde Beiselia mexicana im März 1980 erneut von Beisel in größeren Mengen gefunden. Es wurde jedoch erst später offensichtlich, dass es sich um einen Baum handelt. Zuerst dachte man an einen Götterbaum innerhalb der Familie der Bittereschengewächse (Simaroubaceae). Sämlinge und Samen kamen dann in den Botanischen Garten Zürich und nach Kalifornien, später zu Gordon Rowley, der Material zum Botanischen Garten nach Kew sandte. Erst dort bemerkte Lewis Leonard Forman, dass es sich um eine neue Gattung handelt.

## Nachweise

## Weiterführende Literatur
- Lewis Leonard Forman, P. E. Brandham, M. M. Harley & T. J. Lawrence: Beiselia mexicana (Burseraceae) and its affinities, In: Kew Bulletin, Volume 44, Issue 1, 1989, S. 1–31.
- K. W. Beisel: Die aufregende Geschichte vom Götterbaum. In: Kakteen und andere Sukkulenten, Band 33, Nummer 10, 1982, S. 210–211.